# Ямск (танкер)
«Ямск» — танкер изготовленный в 1962 году, пропавший 7 февраля 1969 года. Был в длину 75,3 м, в ширину 11,5 м, осадка корабля 4,5 м, грузоподъемность 1420 т., скорость 13 узлов.

## История
Танкер «Ямск» был изготовлен в судоверфи имени Парижской коммуны в 1962 году по заказу Советского Союза. Танкер был создан для перевозки жидких и сыпучих грузов — нефти, бензина, масел, зерна. Корпус танкера разделен водонепроницаемыми продольными и поперечными переборками на отсеки, благодаря чему груз во время качки на волнении не перемещается, и судну не грозит потеря остойчивости.
7 февраля 1969 года Танкер «Ямск» находившийся в 70 милях юго-восточнее мыса Сирия, Сангарский пролив попал в шторм. Связь с танкером была регулярной до 7 февраля 00 часов, затем танкер «Ямск» пропал. Сигналов SOS не подавал. 8 февраля был назначен розыск танкера. В поисках участвовали все префектуры, в том числе военные корабли Японии. Никаких следов танкера «Ямск» обнаружено не было: масляных пятен, остатков корабля, членов экипажа. В извещении было указано, что танкер «Ямск» и все члены экипажа считаются пропавшими без вести.